# Helio Piñón
Heliodoro Piñón Pallarés, más conocido como Helio Piñón (Onda, Plana Baja, 1942) es un arquitecto español. Con Albert Viaplana formó el estudio Viaplana/Piñón (1974-1997). Después formó el Laboratorio de Arquitectura en la ETSAB junto con Nicanor García (1999-2007), para pasar posteriormente a trabajar en solitario, compaginando la labor arquitectónica con la docente.

## Biografía

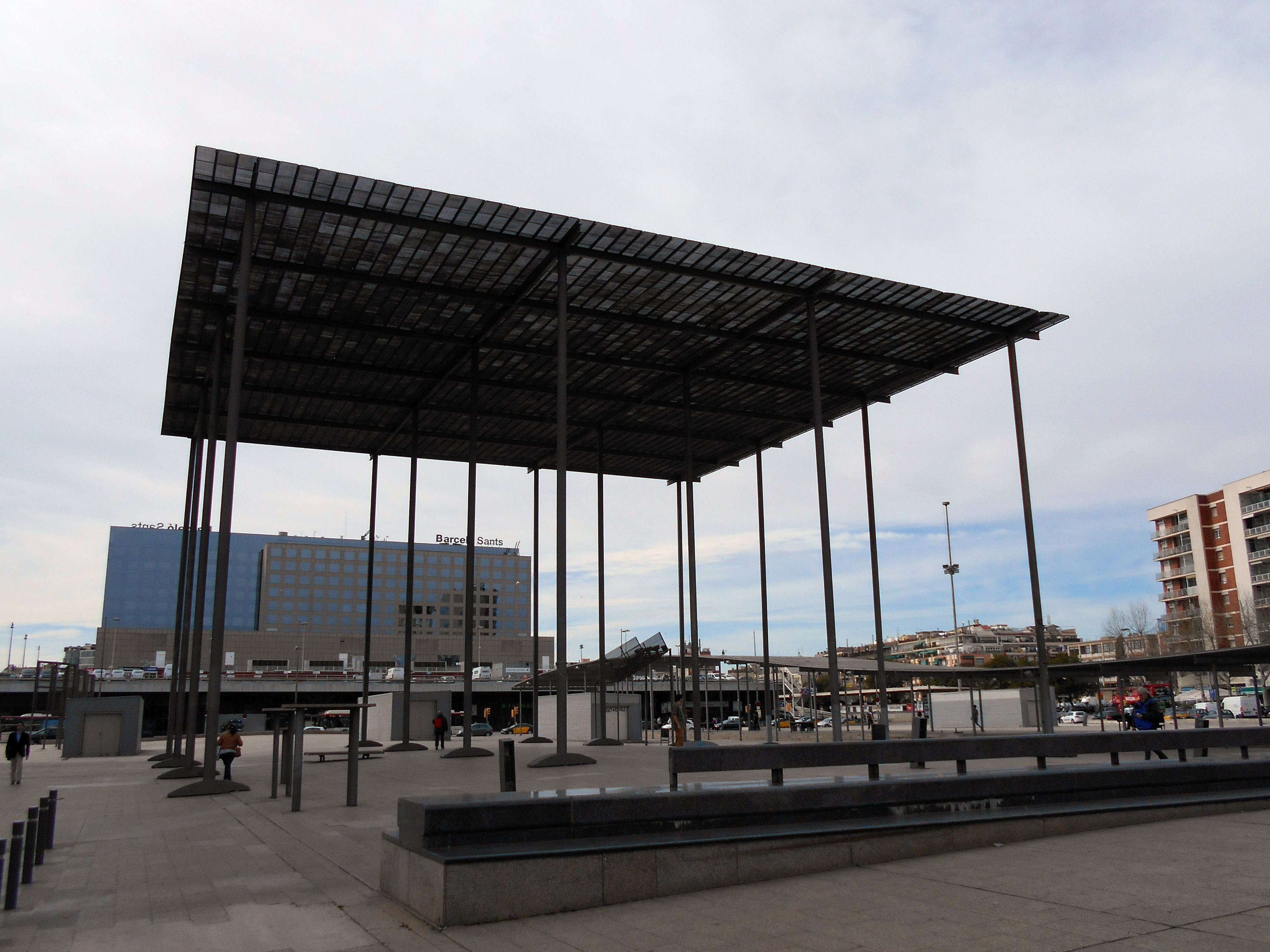
Plaza de los Países Catalanes (1981-1983).

Estudió en la ETSAB, donde se licenció en 1966 y doctoró en 1976, y donde fue catedrático de Proyectos desde 1979. Entre 1998 y 2002 fue vicerrector de Programas Culturales de la UPC. En 1974 se asoció con Albert Viaplana, con quien trabajó hasta 1997.  Perteneció al consejo de redacción de la revista Arquitecturas Bis (1974-1985), y ha publicado diversas obras sobre teoría y crítica arquitectónica: Reflexión histórica de la arquitectura moderna (1980), Arquitectura de las neovanguardias (1984), Arquitectura moderna en Barcelona 1951-1976 (1996), Curso básico de proyectos (1998), Mario Roberto Álvarez (2002), Paulo Mendes da Rocha (2002), Helio Piñón. Pasión por los sentidos (2003), El proyecto como (re)construcción (2005), Teoría del proyecto (2006), El formalismo esencial de la arquitectura moderna (2008), Arquitectura de la ciudad moderna (2010) y Skidmore, Owings & Merril (2012).
Sus primeras obras se enmarcaron en la órbita de la Escuela de Barcelona (edificio Can Bruixa, 1974-1976), aunque enseguida se distanciaron de esta y se adentraron en un arte conceptual y abstracto, con influencia del grupo Five Architects, en la línea de la denominada arquitectura neomoderna (o vanguardismo contemporáneo). Se denota en obras como la casa Jiménez de Parga en la Garriga (1976) o el proyecto para la nueva sede del Colegio de Arquitectos de Valencia (1977).
Sus obras en estos años se caracterizan por el minimalismo, el rigor compositivo, la utilización de pocos materiales y de las geometrías oblicuas y quebradas, que los acercan al deconstructivismo. Esta tendencia a la desmaterialización y el conceptualismo se hace evidente sobre todo en la plaza de los Países Catalanes de Barcelona (1981-1983), un espacio urbano situado frente a la Estación de Sants, resuelto con un pavimento de granito rosa sobre el que se sitúan una serie de elementos metálicos de diseño más escultórico que arquitectónico; fue premio FAD en 1983. Otras obras en estos años fueron: el parque del Besós (1982-1987), la plaza de Josep Barangé en Granollers (1982-1989), la reconversión del antiguo convento de Santa Mónica en el Centro de Arte Santa Mónica (1985-1989), el Hotel Hilton (1986-1992) y la Biblioteca Montserrat Roig en Sant Feliu de Llobregat (1990, con Ricard Mercadé).
En 1991 diseñaron el monumento a La República (Homenaje a Pi i Margall), en la plaza de la República, una estructura de acero corten de 30 metros de altura, de aspecto abstracto, aunque recuerda un asta de bandera y una escalinata. El mismo año participaron en el Monumento a Francesc Macià de Josep Maria Subirachs, encargándose del proyecto urbanístico de adecuación del monumento a la plaza de Cataluña, con un estanque que circundase la obra de Subirachs, en el que se instaló asimismo La diosa de Josep Clarà.
Para los Juegos Olímpicos de 1992 construyeron un edificio de viviendas situado en la Villa Olímpica (avenida de Icaria 210), así como los edificios de oficinas Eurocity 2, 3 y 4 (1989-1992). También intervinieron en la remodelación del puerto viejo (Port Vell) de Barcelona, con la creación del centro comercial Maremagnum (con Jordi Mir y Rafael Coll), y del puente pivotante de la Rambla de Mar. En esos años se encargaron también de la reconversión de la antigua Casa de la Caridad en el Centro de Cultura Contemporánea de Barcelona (1990-1993), por lo que ganaron el premio FAD en 1993.
Helio Piñón y Albert Viaplana fueron ganadores del premio Ciudad de Barcelona de arquitectura y urbanismo en 1989 y 1993.
Tras su ruptura con Viaplana, Helio Piñón renegó de toda su obra anterior,  y fundó junto a Nicanor García el Laboratorio de Arquitectura en la ETSAB (1999-2007); desde entonces ha trabajado en solitario.

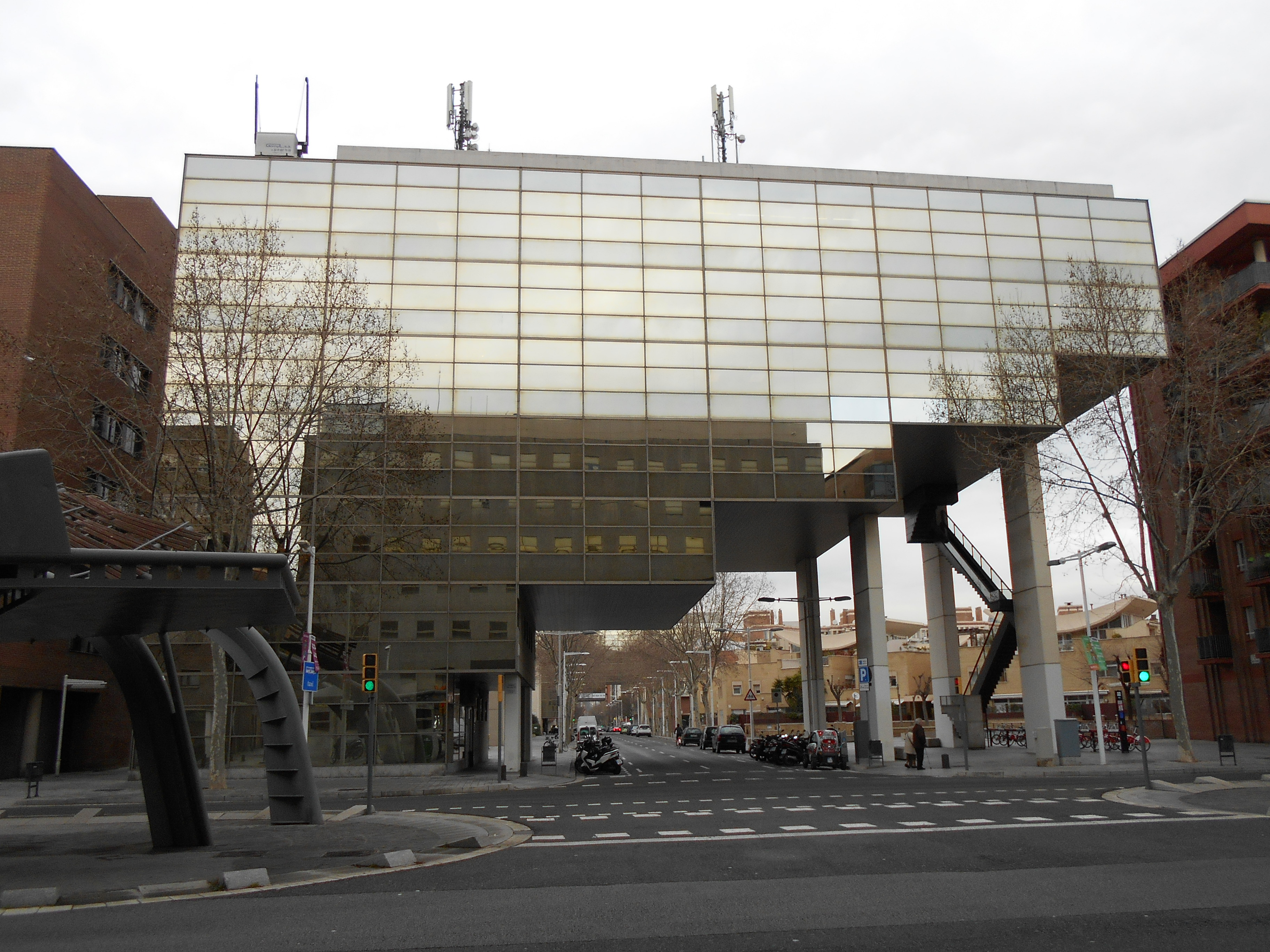
Eurocity 2-3 (1989-1992).
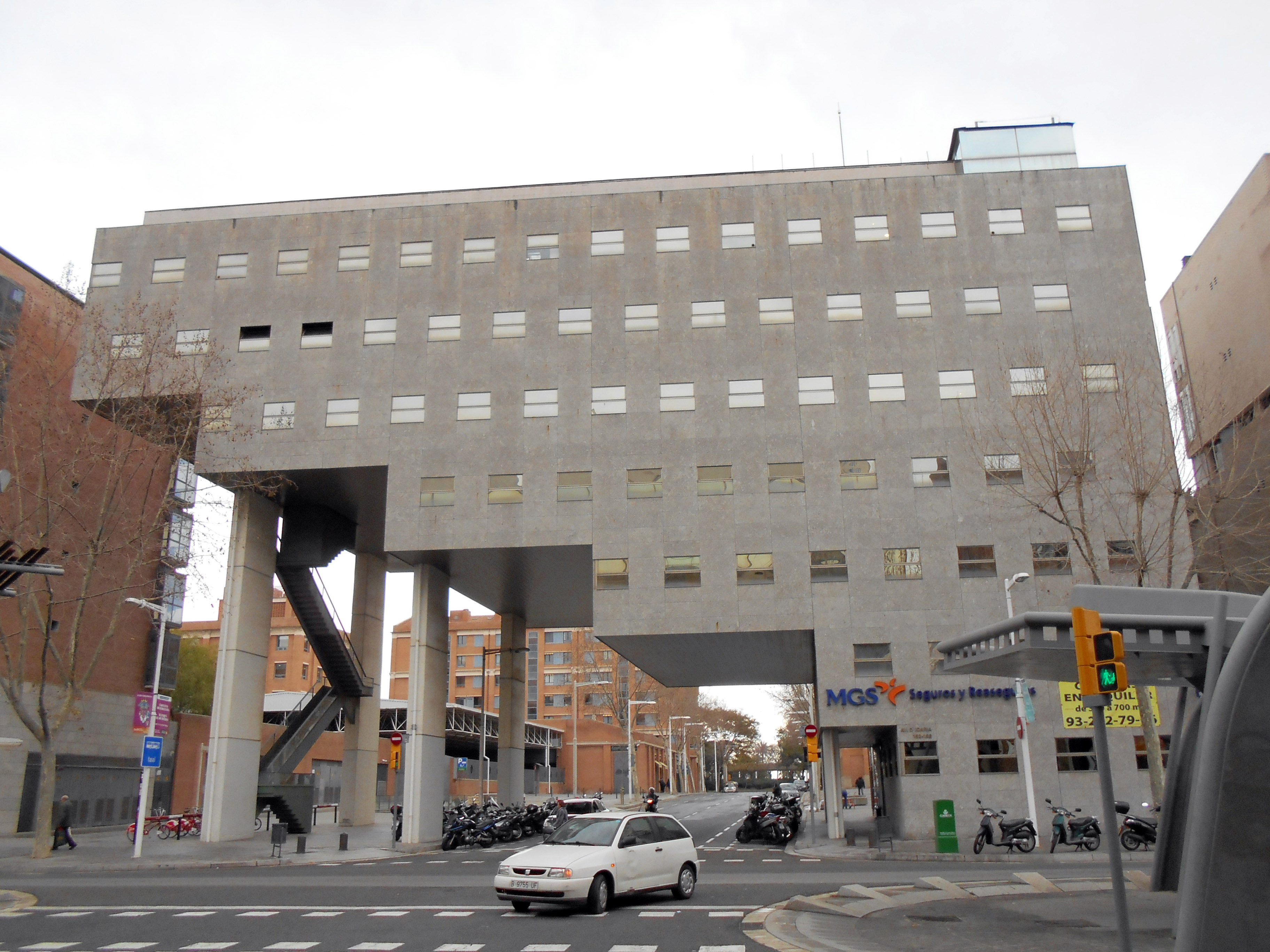
Eurocity 4 (1989-1992).
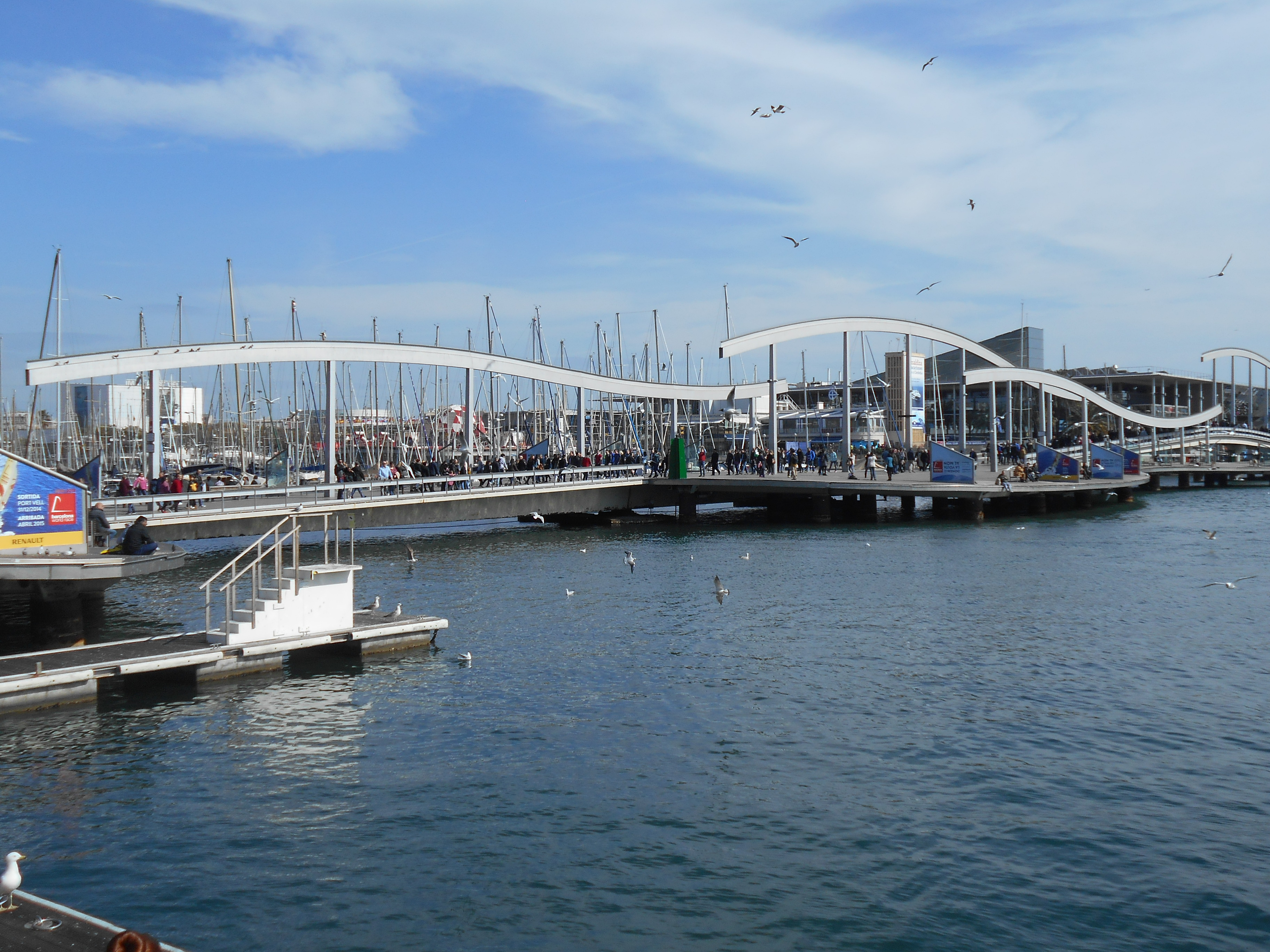
Puente de la Rambla de Mar (1990-1995).
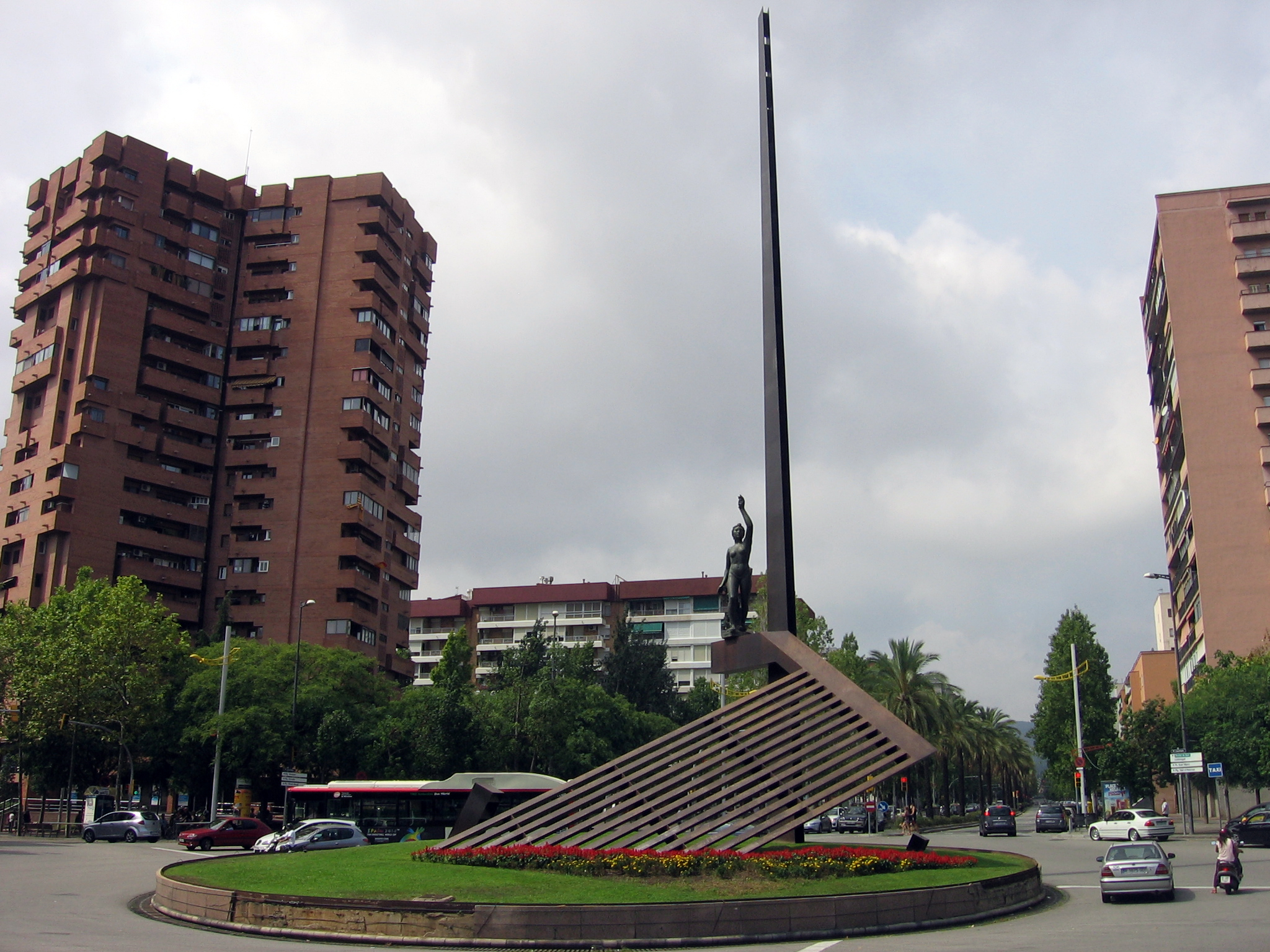
La República (Homenaje a Pi i Margall) (1991).
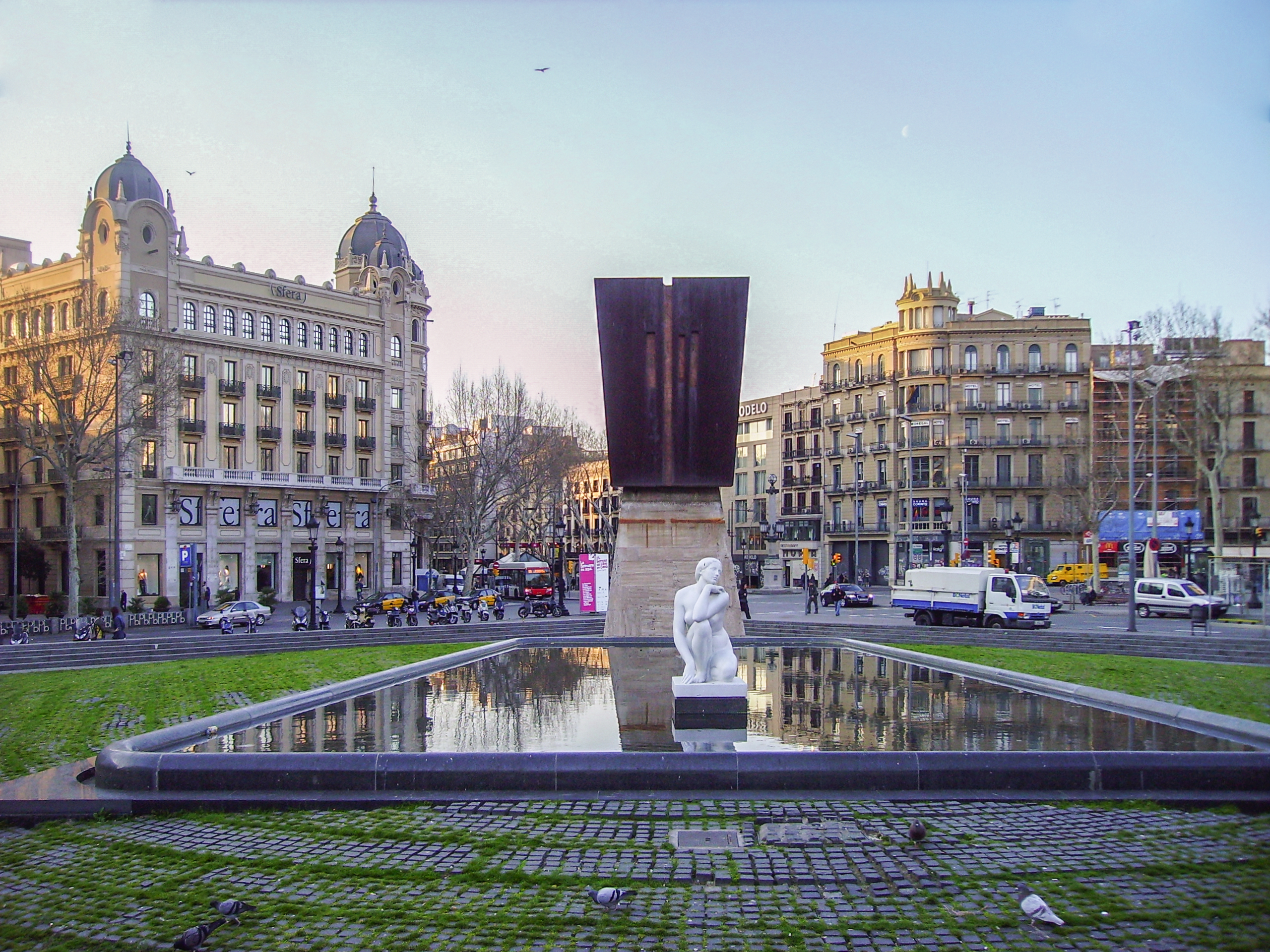
Monumento a Francesc Macià (1991).